# 小行星5686
小行星5686（5686 Chiyonoura）是一颗绕太阳运转的小行星，为主小行星带小行星。该小行星于1990年12月20日发现。

## 轨道参数
小行星5686的轨道半长轴为2.3847550 UA，离心率为0.209。